# Vezza d'Oglio
Vezza d'Oglio är en ort och kommun i provinsen Brescia i regionen Lombardiet i Italien. Kommunen hade 1 444 invånare (2018).